# Lagenipora polita
Lagenipora polita är en mossdjursart som beskrevs av Jullien 1903. Lagenipora polita ingår i släktet Lagenipora och familjen Celleporidae. Inga underarter finns listade i Catalogue of Life.